# جزة (أصفهان)
جزة هي قرية في مقاطعة أصفهان، إيران. يقدر عدد سكانها بـ 835 نسمة بحسب إحصاء 2016.